# Bocchar incultus
Bocchar incultus är en insektsart som beskrevs av Melichar. Bocchar incultus ingår i släktet Bocchar och familjen hornstritar. Inga underarter finns listade i Catalogue of Life.